# Neotocite
La neotocite (simbolo IMA: Neo) è un minerale e un silicato piuttosto comune avente una struttura amorfa o di gel appartenente alla serie hisingerite-neotocite con composizione 
(Mn2+, Fe2+)SiO3 • (H2O) oppure (Mn,Fe,Mg)SiO3 • H2O a seconda delle fonti.
Strutturalmente appartiene alla famiglia dei fillosilicati.

## Etimologia e storia
La neotocite deve il suo nome dal greco νεοτόκος (neotokos, di nuova formazione) in quanto è il prodotto dell'alterazione di altre specie minerali.
Il minerale è stato rinvenuto nella miniera di Erik Ers nella contea di Gävleborg (Svezia), che è la sua località tipo.

## Classificazione
Il neotocita è un silicato amorfo o non cristallino. La sua durezza sulla scala di Mohs è compresa tra 3 e 4.
Secondo la Classificazione Nickel-Strunz, la neotocite appartiene alla classe "9.E Fillosilicati" e da lì alla sottoclasse dei " Fillosilicati con strati di caolinite composti di reti di tetraedri e ottaedri" dove insieme a crisocolla, allofane e imogolite forma il gruppo 9.ED.20.
Nella classificazione secondo Dana, molto usata nel mondo anglosassone, la neotocite appartiene alla classe dei "fillosilicati" e da lì alla sottoclasse dei "Fillosilicati; fogli di fillosilicati di anelli a sei membri con strati 1:1".
Anche la Sistematica dei lapis (Lapis-Systematik) di Stefan Weiß, che si basa sull'ottava classificazione di Strunz, benché obsoleta, per rispetto verso i collezionisti e le collezioni private, classifica la neotocite nella sezione dei "fillosilicati" e successivamente nella sottoclasse dei "fillosilicati simili alla mica con strutture [Si4O10]4- e strutture correlate".

## Abito cristallino
Dato che il minerale è amorfo, non sono disponibili dati sul suo sistema cristallino né sui suoi parametri di cella.

## Origine e giacitura
La neotocite deriva dall'alterazione della rodonite e di altri minerali ferro-manganesiferi..
Il minerale è molto diffuso e pertanto si trova in molti Paesi sparsi per il mondo; in Italia è stata rinvenuta nelle miniere Varenche e Praborna in Val d'Aosta; nelle miniere Valgraveglia e Scrava in provincia di Genova; nelle miniere Cerchiara, Monte Nero e Monte Alpe in provincia di La Spezia; nelle miniere Monte Maniglia e Valletta in Piemonte; nella miniera Erla in Trentino-Alto Adige; in Veneto presso la montagna Civillina.

## Forma in cui si presenta in natura
La struttura del minerale è costituita da strutture di ottaedri (Fe,Mn)O6 e tetraedri SiO4 che formano sfere cave di 50 - 100 Å di diametro, aggregate in un solido isotropico, con una porosità residua almeno del 10% in volume.